# Movable Type
Movable Type (dt.: „Bewegliche Letter“) ist ein in manchen Versionen frei (unter GNU GPL) lizenziertes Weblog Publishing System, das vom kalifornischen Unternehmen Six Apart entwickelt wird. Der ursprüngliche Name war „Serge“, nach dem Musiker Serge Gainsbourg.
Six Apart unterhält noch zwei andere Weblog-Publishing-Systeme, nämlich TypePad und Vox. Während Movable Type auf dem eigenen Webserver des Benutzers installiert werden muss, handelt es sich bei TypePad um einen gehosteten Dienst. Vox, ein ebenfalls gehosteter Dienst, stellt gegenüber TypePad den Gemeinschaftsaspekt in den Vordergrund.

## Funktionsumfang
Eine seiner wohl bekanntesten Funktionen ist Trackback, die in Version 2.2 eingeführt wurde und seither in vielen anderen Blog-Systemen umgesetzt wurde. Movable Type unterstützt viele Weblogging-Funktionen wie etwa Benutzerkonten, Kommentare, Beitragskategorien und Themes. Viele Plug-ins anderer Hersteller bieten weitere Funktionalitäten.

## Lizenzierung
Version 3.0 führte ein neues Lizenzmodell ein: Als Privatperson konnte man die Software kostenfrei nutzen, daneben gab es spezielle Lizenzmodelle für Firmen, Bildungseinrichtungen und Non-Profit-Organisationen. Vor der Version 3.0 hatte jedermann die Software in vollem Umfang frei nutzen können; Version 3.0 beschränkte die Anzahl von Autoren und Weblogs je nach erworbener Lizenz.
Nachdem viele Benutzer ihren Unmut über dieses Lizenzierungsmodell durch Wechsel zu anderen Plattformen wie etwa WordPress zum Ausdruck brachten, nahm Six Apart mit Version 3.2 die Änderungen wieder zurück.
Version 4.0 wurde im Dezember 2007 unter die GPL gestellt.
Am 23. Juni 2009 wurde die Entwicklung des Forks Melody durch Entwickler aus der Movable Type Community bekanntgegeben.
Mit Veröffentlichung von Version 6 gegen Ende 2013 wurde Movable Type erneut unter eine kommerzielle Lizenz gestellt, die Software kann in verschiedenen Versionen gekauft werden.
| Bezeichnung      | Version | Erscheinungsdatum | Lizenz      |
| ---------------- | ------- | ----------------- | ----------- |
| Movable Type pro | 6.3.6   | 18. Oktober 2017  | kommerziell |
| Movable Type     | 5.2.13  | 15. April 2015    | Open Source |

## Technik
Movable Type ist in Perl geschrieben und unterstützt das Ablegen der Webloginhalte und der damit verbundenen Daten in MySQL. Das System unterstützt statische Seitengenerierung, bei der Dateien für jede Seite aktualisiert werden, sobald sich der Inhalt ändert, dynamische Seitengenerierung, bei der die Seiten aus der zugrunde liegenden Datenbank zusammengefügt werden, sobald der Browser sie anfordert, sowie die Kombination daraus.